# Openbaar vervoer in Gouda
Het openbaar vervoer in Gouda bestaat uit treinverbindingen van de Nederlandse Spoorwegen en stads- en streekbussen van Qbuzz. Buslijn 106 richting IJsselstein en buslijn 107 richting Utrecht worden als enige buslijnen in Gouda niet door Qbuzz geëxploiteerd, maar door Syntus Utrecht . Gouda beschikt over twee stations: station Gouda en station Gouda Goverwelle.

## Treinverbindingen
Treinen uit de volgende treinseries stoppen in dienstregeling 2025 Gouda en/of Gouda Goverwelle:
| Serie | Treinsoort     | Route | Bijzonderheden |
| ----- | -------------- | --- | --- |
| 500   | Intercity (NS) | Den Haag Centraal – Gouda – Utrecht Centraal – Amersfoort Centraal – Zwolle – Assen – Groningen                         | |
| 600   | Intercity (NS) | Leeuwarden – Meppel – Zwolle – Amersfoort Centraal – Utrecht Centraal – Gouda – Den Haag Centraal                       | |
| 1700  | Intercity (NS) | Den Haag Centraal – Gouda – Utrecht Centraal – Amersfoort Centraal – Apeldoorn – Deventer – Almelo – Hengelo – Enschede | Rijdt na 20:00 uur tussen Enschede en Utrecht Centraal en rijdt dan vanaf Utrecht Centraal door als Intercity 2800 naar Rotterdam Centraal.                                   |
| 2000  | Intercity (NS) | Rotterdam Centraal – Gouda – Utrecht Centraal                                                                           | Rijdt tot circa 20:30. Op zaterdagochtend start deze serie op rond 10:00 en op zondagochtend rond 11:00.                                                                      |
| 2800  | Intercity (NS) | Rotterdam Centraal – Gouda – Utrecht Centraal                                                                           | s Avonds na circa 21:00, op zaterdagochtend tot circa 9:00 en op zondagochtend tot circa 11:00 rijdt deze serie vanaf Utrecht Centraal door als Intercity 1700 naar Enschede. |
| 4000  | Sprinter (NS)  | Uitgeest – Zaandam – Amsterdam Centraal – Breukelen – Woerden – Gouda Goverwelle – Gouda – Rotterdam Centraal           | |
| 6000  | Sprinter (NS)  | Den Haag Centraal – Gouda – Gouda Goverwelle – Utrecht Centraal – Geldermalsen – 's-Hertogenbosch                       | Rijdt alleen na 18:00 uur en van vrijdag t/m zondag. |
| 6800  | Sprinter (NS)  | Den Haag Centraal – Gouda – Gouda Goverwelle                                                                            | Rijdt alleen tijdens de spits van maandag t/m donderdag. |
| 6900  | Sprinter (NS)  | Den Haag Centraal – Gouda – Gouda Goverwelle – Utrecht Centraal – Geldermalsen – Tiel                                   | Rijdt alleen van maandag t/m donderdag tot 18:00 uur. |
| 8600  | Sprinter (NS)  | Alphen a/d Rijn – Gouda                                                                                                 | Rijdt onder de formule van R-net. Vormt een kwartierdienst met de serie 8700 (Behalve 's avonds en in het weekend).                                                           |
| 8700  | Sprinter (NS)  | Alphen a/d Rijn – Gouda                                                                                                 | Rijdt onder de formule van R-net. Rijdt niet 's avonds en in het weekend. Vormt een kwartierdienst met de serie 8600.                                                         |

## Busverbindingen

### stadsBuzz Gouda
| Lijn | Route |
| ---- | --- |
| 1    | Station - De Mammoet - Plaswijck                                                                            |
| 2    | Station - Korte Akkeren - Westergouwe                                                                       |
| 3    | Plaswijck - Groenhoven - Groene Hart Ziekenhuis - Station - Centrum - Kort Haarlem - Oosterwei - Goverwelle |

### Streekbussen
| Lijn | Route                                |
| ---- | ------------------------------------ |
| 106  | Gouda - IJsselstein (Syntus Utrecht) |
| 107  | Gouda - Utrecht (Syntus Utrecht)     |
| 175  | Gouda - Rotterdam Nesselande         |
| 178  | Gouda - Bodegraven                   |
| 190  | Gouda - Station Rotterdam Alexander  |
| 196  | Gouda - Rotterdam Capelsebrug        |
| 275  | Gouda - Waddinxveen (spitsbus)       |

### R-net
| Lijn | Route               |
| ---- | ------------------- |
| 497  | Gouda - Schoonhoven |

### Buurtbus
| Lijn | Route            |
| ---- | ---------------- |
| 726  | Gouda - Reeuwijk |